# Too Cool
I Too Cool sono stati un tag team ed una stable di wrestling, ricordata soprattutto per essere stata attiva in World Wrestling Federation/Entertainment dal 1998 al 2004. Fino al 2016 si sono esibiti nel circuito indipendente.

## Storia

### World Wrestling Federation/Entertainment

#### 1998-1999
All'inizio la stable era semplicemente un tag team, formato da Scott "Too Hot" Taylor e "Too Sexy" Brian Cristopher e noto come Too Much. I due feudarono con wrestler della categoria cruiserweight, come Taka Michinoku, ed aiutarono Jerry Lawler (padre di Christopher, il cui vero nome era infatti Brian Lawler) nella sua faida con Al Snow. Nel giugno 1999, Christopher divenne Grand Master Sexay, Taylor divenne Scotty Too Hotty (in seguito scritto Scotty 2 Hotty) ed il nome del team fu cambiato in Too Cool; il debutto ufficiale col nuovo nome (quello vero e proprio era stato nell'aprile '98) avvenne nella puntata del 13 giugno 1999 di Sunday Night Heat. La coppia era inizialmente heel, ma nel tardo '99, Rikishi Fatu si unì al team e i tre turnarono face e si guadagnarono popolarità tra il pubblico. La nuova gimmick - che poi sarebbe rimasta la stessa per tutta la durata dell'esperienza del team in WWF/E -, era quella di tre fan dell'hip hop: i tre si avvicinavano al ring ballando musica dance illuminati da flash di luce, e spesso eseguivano una coreografia anche arrivati sul ring, talvolta coinvolgendo anche altri wrestlers nel ballo (citiamo per esempio Chyna). Un altro cenno caratteristico era che, durante l'entrata, tutti e tre i wrestlers indossavano degli occhialini neri bordati di giallo.

#### 2000-2001
Un episodio ricordato da molti ebbe luogo alla Royal Rumble 2000 quando, ad un certo punto, tutti e tre i membri della stable si trovarono sul ring contemporaneamente da soli. Rikishi, Scotty e Sexay ballarono allora la loro musica, mentre la Rumble proseguiva e, dopo pochi minuti, Rikishi eliminò i suoi due compagni di team; questo non causò comunque rotture tra i membri della stable. Subito dopo questo, Sexay s'infortunò e, mentre recuperava, Scotty vinse il WWF Light Heavyweight Championship. La stable raggiunse il culmine del successo in quell'anno, quando la coppia di Scotty & Sexay vinse il titolo di World Tag Team Championships a Raw is War (anche grazie a un intervento del rapper Joe C.) del 29 maggio 2000, battendo Edge e Christian, mentre Rikishi sconfisse Chris Benoit conquistando l'Intercontinental Championship il 20 giugno. Nel tardo 2000, Rikishi lasciò il gruppo per diventare un heel; il team si sciolse definitivamente nel 2001, quando Scotty dovette mettersi da parte a causa di una caviglia rottagli da Kurt Angle (kayfabe; in realtà, Garland aveva bisogno di tempo per sottoporsi ad un'operazione al collo). Nello stesso anno, Sexay fu licenziato dalla WWF dopo essere stato arrestato mentre cercava di attraversare il confine tra Canada e Stati Uniti con della droga di cui era in possesso. Una volta tornato, Scotty 2 Hotty formò un tag team con Albert chiamato The Zoo Crew, che durò fino al tardo 2002.

#### 2003-2004
Rikishi tornò face dopo che si riunì a Scotty nel brand di SmackDown! nell'ottobre 2003; i due riuscirono anche a vincere i WWE Tag Team Championship il 5 febbraio 2004 sconfiggendo i Basham Brothers. In questo periodo, la WWE tornò anche ad assumere per breve tempo Grand Master Sexay, il quale però militava a Raw e non interagiva con Rikishi e 2Hotty. Questi ultimi mantennero il titolo per breve tempo, poi furono sconfitti da Charlie Haas & Rico il 22 aprile. Rikishi avrebbe lasciato la compagnia di Stamford poco dopo la perdita del titolo; Scotty sarebbe invece stato svincolato il 15 maggio 2007.

### Circuito indipendente

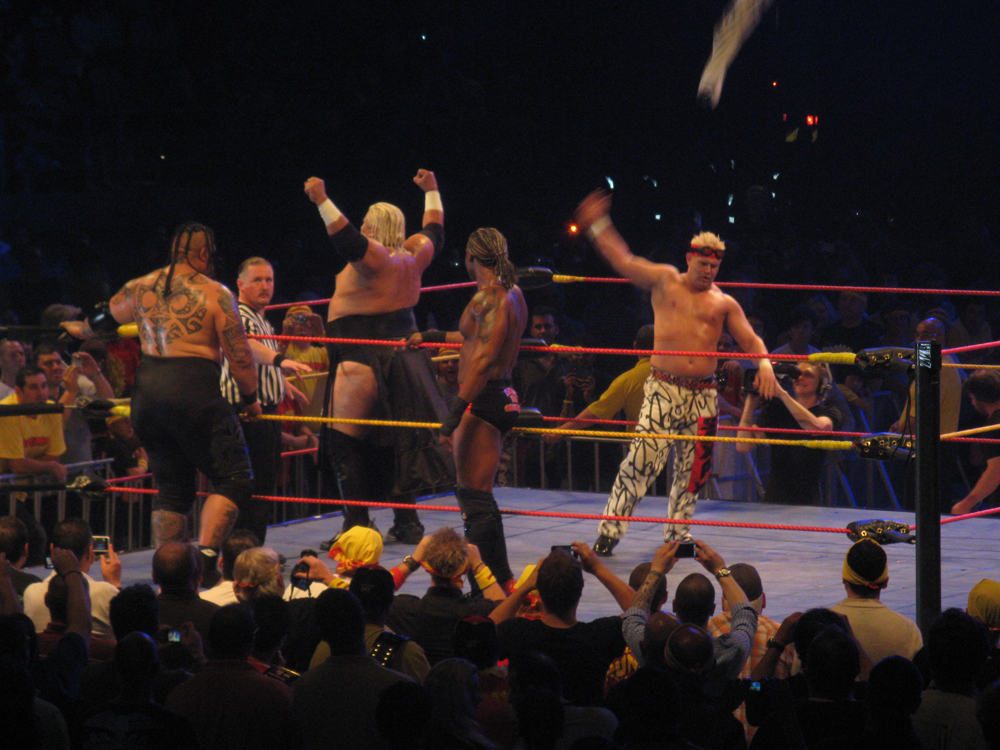
I Too Cool contro Umaga & Orlando Jordan nel 2009

#### 2007
Dopo che Scotty fu licenziato nel 2007, si riunì all'amico Sexay per competere nel Rock 'n' Express Tag Team Tournament della United Wrestling Federation (UWF). Il 19 luglio 2007, nel secondo round del torneo, i Too Cool sconfissero gli Extreme Horsemen (C.W. Anderson & Steve Corino); il giorno successivo, i due persero la semifinale contro gli Steiner Brothers. Fecero la loro ultima apparizione in UWF il 21 luglio, quando persero contro The Naturals.

#### 2009
Nel 2009, Sexay & Rikishi si riunirono per lottare nell'Hulkamania: Let The Battle Begin Tour di Hulk Hogan in Australia. Per motivi di copyright, non poterono usare i nomi Grand Master Sexay e Rikishi ma competerono rispettivamente come Brian Christopher e Solofa Fatu, Jr. e non poterono neanche usare il nome Too Cool.
Il 21 novembre, la prima notte del tour, i due sconfissero Orlando Jordan & Umaga; tre giorni dopo, batterono anche i Rock of Love (Billy Blade & Kadin Anthony).
Il 26 novembre, alleandosi con i Nasty Boys, sconfissero i Rock of Love, Black Pearl e Vampire Warrior
(quest'ultimo militava in WWE nel 1998-2001 col nome di Gangrel).
Il 28 novembre, l'ultima notte del tour, Fatu & Christpher batterono Pearl & Warrior.

#### 2014
Il 6 gennaio 2014, in occasione del Monday Night Raw Old School, il trio si riunisce sconfiggendo i 3MB.
Il 27 Febbraio 2014 Scotty e Sexay si riuniscono per partecipare all'evento NXT Arrival, il primo Pay-per-view della storia della NXT, in un tag team match valido per l'NXT Tag Team Championship, venendo però sconfitti dai The Ascension.

## Nel wrestling

### Mosse finali
- The Worm (Scotty) + Cool Leg Drop (Diving Leg Drop con addosso gli occhialini) (Sexay) combo;
- Bearhug (Scotty) + Hip Hop Drop (Sexay) combo

### Musiche d'entrata
- "You Look Fly Today" (1999-2001)
- "Turn It Up" (2003-2004)

## Titoli e riconoscimenti
World Wrestling Federation/Entertainment
- WWE Tag Team Championship (1) – Rikishi e Scotty 2 Hotty
- WWF Intercontinental Championship (1) – Rikishi
- WWF Light Heavyweight Championship (1) – Scotty 2 Hotty
- WWF Tag Team Championship (1) – Grand Master Sexay e Scotty 2 Hotty